# Pyrrhoglossum subpurpureum
Pyrrhoglossum subpurpureum är en svampart som först beskrevs av S. Ito & S. Imai, och fick sitt nu gällande namn av E. Horak & Desjardin 2004. Pyrrhoglossum subpurpureum ingår i släktet Pyrrhoglossum och familjen spindlingar.   Inga underarter finns listade i Catalogue of Life.